# Classificació per al Campionat de la CONCACAF 1969
Un total de 10 equips van participar en la classificació per al Campionat de la CONCACAF de 1969. Els 10 equips van ser emparellats, i van jugar una eliminatòria a doble partit. El campió de cada eliminatòria es va classificar per al Campionat de la CONCACAF 1969.

## Eliminatòries

### Eliminatòria 1
La primera eliminatòria va enfrontar Haití i els Estats Units. Aquesta eliminatòria també va servir com a segona ronda de la classificació per al Mundial del 70.
| Haití | 2 – 0 | Estats Units |
| ----- | ----- | ------------ |
|       |       |              |

 Port-au-Prince, Haití
| Estats Units | 0 – 1 | Haití |
| ------------ | ----- | ----- |
|              |       |       |

 San Diego, Estats Units
Classificat: Haití amb un marcador global de 3 a 0.

### Eliminatòria 2
La segona eliminatòria va enfrontar a Mèxic i a Bermudes.
| Mèxic                            | 3 – 0 | Bermudes |
| -------------------------------- | ----- | -------- |
| Mancilla 5', 30' · Langarica 51' |       |          |

 Ciutat de Mèxic, Mèxic
| Bermudes           | 2 – 1 | Mèxic   |
| ------------------ | ----- | ------- |
| Brangman · Dowling |       | Santana |

 Hamilton, Bermudes
Classificat: Mèxic amb un marcador global de 4 a 2.

### Eliminatòria 3
La tercera eliminatòria va enfrontar a Jamaica i a Panamà.
| Jamaica       | 1 – 1 | Panamà        |
| ------------- | ----- | ------------- |
| Dennis Zaidie |       | Ernesto Tapia |

 Kingston, Jamaica
| Jamaica | 2 – 1 | Panamà |
| ------- | ----- | ------ |
|         |       |        |

 Kingston, Jamaica
Classificat: Jamaica amb un marcador global de 3 a 1.

### Eliminatòria 4
La quarta eliminatòria va enfrontar a Hondures i a Antilles Neerlandeses. Hondures va ser desqualificada per la Guerra del Futbol amb El Salvador i, per tant, es va classificar les Antilles Neerlandeses.
Classificat: Antilles Neerlandeses

### Eliminatòria 5
La cinquena eliminatòria va enfrontar a El Salvador i a Trinitat i Tobago. El Salvador va ser desqualificat per la Guerra del Futbol amb Hondures i, per tant, es va classificar Trinitat i Tobago.
Classificat: Trinitat i Tobago.